# Bruno Russo
Bruno Russo (Crosia, 27 aprile 1966) è un dirigente sportivo, allenatore di calcio ed ex calciatore italiano, di ruolo centrocampista.

## Caratteristiche tecniche
Era un centrocampista difensivo impiegato all'occorrenza anche sulla linea arretrata. 

## Carriera

### Giocatore
Dopo aver giocato nel Campionato Interregionale nel Corigliano, debutta fra i professionisti con la maglia del Cosenza nella Serie C1 1984-1985 rimanendovi per due stagioni.
Nel 1986 passa al Taranto dove debutta in Serie B giocandovi con una certa continuità per due stagioni. In seguito passa allo Spezia dove gioca per un anno in Serie C1.
Nel 1989 approda alla Lucchese, società che non lascerà più, giocandovi per tredici stagioni fino al termine della carriera. Coi rossoneri ha conquistato la promozione in Serie B nel 1990 e poi ha giocato nella serie cadetta fino al 1999, anno in cui i toscani retrocedettero in Serie C1, categoria in cui Russo ha militato fino al 2002.
In carriera ha totalizzato complessivamente 301 presenze in Serie B con 6 reti all'attivo, di cui tre nella sola stagione 1991-1992.

### Allenatore
In panchina è stato il vice di Maurizio Viscidi al Vicenza (allenando anche la Primavera dei veneti) e poi di Silvio Baldini ad Empoli. Due esperienze intervallate da una stagione alla guida del Castelnuovo Garfagnana in Serie C2.
In prima persona ha guidato anche il Bellaria sul finire della stagione 2009-2010 e poi la Sangiustese nell'Eccellenza Marche 2010-2011.

### Dirigente
Dall'agosto 2011 diventa direttore generale del FC Lucca 2011, nuova società che milita in Eccellenza Toscana e sorta dalle ceneri della Lucchese, da poco estromessa dal calcio professionistico La squadra vince agevolmente il campionato di Eccellenza Toscana 2011-2012 e Russo rimane nel suo ruolo di DG anche nella successiva Serie D 2012-2013 quando i rossoneri riassumono la denominazione di Lucchese. Nella primavera 2014 con la formazione rossonera ottiene la promozione in Lega Pro; lascia la società nel dicembre successivo.
Nell'estate 2019, dopo l'ennesimo fallimento della società toscana, la ripreleva in Serie D, diventandone presidente.

## Palmarès

### Giocatore

#### Competizioni nazionali
- Coppa Italia Serie C: 1

Lucchese: 1989-1990